# Wanda Antczak-Piotr
Wanda Antczak-Piotr (ur. 9 stycznia 1946, zm. 2 marca 2021 w Poznaniu) – polska ekonomistka, doktor nauk ekonomicznych, współzałożycielka i prorektor Wyższej Szkoły Bankowej w Poznaniu.

## Życiorys
Była długoletnim nauczycielem akademickim. Specjalizowała się w problematyce mikroekonomicznej. Była współzałożycielką oraz prorektorem Wyższej Szkoły Bankowej w Poznaniu do spraw badań naukowych w latach 1994-2000. Pełniła też funkcję członka Rady Naukowej tej uczelni w latach 1996- 2003, jak również członka rady nadzorczej WSB w Poznaniu w latach 1994- 2007.
Była współzałożycielką i wieloletnim członkiem rady nadzorczej Towarzystwa Edukacji Bankowej S.A oraz współredaktorem Zeszytów Naukowych Wyższej Szkoły Bankowej w Poznaniu.
Pochowana na Cmentarzu Junikowo (pole:4 kwatera:6 rząd:2 miejsce:7).

## Publikacje
Wybrane publikacje:
- System sterowania jakością typu w gospodarce socjalistycznej (1981, Wydawnictwo Naukowe Uniwersytetu im. Adama Mickiewicza w Poznaniu)[6],
- Mikroekonomia: materiały do ćwiczeń, wraz z Ryszardem Barczykiem (1995, Wydawnictwo Wyższej Szkoły Bankowej w Poznaniu)[7],
- Financial Investments and Insurance – Global Trends and the Polish Market, współautorstwo (2015, Wydawnictwo Uniwersytetu Ekonomicznego we Wrocławiu)[8],
- Ryzyko instytucji finansowych: współczesne trendy i wyzwania, współautorstwo (2016, Wydawnictwo C. H. Beck, Warszawa)[9],